# Desmatodon recurvatus
Desmatodon recurvatus là một loài Rêu trong họ Pottiaceae. Loài này được (Hook.) Mitt. mô tả khoa học đầu tiên năm 1881.